# Stanislav Rybalchenko
Stanislav Rybalchenko –en ucraniano, Станіслав Рибалченко– (15 de julio de 1971) es un deportista ucraniano que compitió en halterofilia.
Ganó una medalla de bronce en el Campeonato Mundial de Halterofilia de 1994 y una medalla de oro en el Campeonato Europeo de Halterofilia de 1997, ambas en la categoría de 99 kg. Participó en los Juegos Olímpicos de Atlanta 1996, ocupando el cuarto lugar en la misma categoría.

## Palmarés internacional
| Campeonato Mundial | Campeonato Mundial | Campeonato Mundial | Campeonato Mundial |
| Año                | Lugar              | Medalla            | Categoría          |
| ------------------ | ------------------ | ------------------ | ------------------ |
| 1994               | Estambul (Turquía) | Medalla de bronce  | 99 kg              |
| Campeonato Europeo |                    |                    |                    |
| Año                | Lugar              | Medalla            | Categoría          |
| 1997               | Rijeka (Croacia)   | Medalla de oro     | 99 kg              |